# Elizabeth O. King
Elizabeth Osborne King (* 12. Oktober 1912 in Atlanta; † 8. April 1966 ebenda) war eine amerikanische Bakteriologin. Sie wirkte von 1948 bis zu ihrem Tod am Communicable Disease Center im Bereich der mikrobiologischen Diagnostik und war Erstbeschreiberin beziehungsweise Entdeckerin der später nach ihr benannten Bakterienarten Elizabethkingia meningoseptica und Kingella kingae.

## Leben
Elizabeth O. King wurde 1912 in Atlanta geboren und erlangte 1935 an der University of Georgia einen B.Sc.-Abschluss in Zoologie sowie 1938 an der Emory University einen M.Sc.-Abschluss in medizinischer Technologie. Ihre Masterarbeit an der Abteilung für Bakteriologie und Pathologie trug den Titel The effect of new antimalarial drugs on avian malaria.
Während des Zweiten Weltkrieges war sie Offizierin im medizinischen Dienst der United States Army im Bereich der Bakteriologie am Stützpunkt Fort Detrick in Frederick, Maryland. Im Jahr 1948 ging sie an das zwei Jahre zuvor gegründete Communicable Disease Center, der Vorläufereinrichtung der späteren Centers for Disease Control and Prevention, wo sie zunächst in einem Labor für Diphtherie sowie von 1951 bis zu ihrem Tod im Labor für allgemeine Bakteriologie tätig war. 
Elizabeth O. King starb 1966 in ihrer Heimatstadt infolge einer Krebserkrankung. Ihr Grab befindet sich auf dem Oakland Cemetery.

## Wissenschaftliches Wirken
Schwerpunkt des Wirkens von Elizabeth O. King war die Systematik gramnegativer Bakterien für diagnostische Zwecke, insbesondere bei bakterieller Meningitis und anderen Infektionen im Kindesalter. Nach ihr benannt ist seit 2005 die Bakteriengattung Elizabethkingia mit der Typusart Elizabethkingia meningoseptica, die von ihr 1959 ursprünglich als Flavobacterium meningosepticum erstmals beschrieben worden war.
Darüber trägt eine 1960 von ihr isolierte Bakterienspezies, die zunächst als Moraxella kingii bezeichnet wurde und 1976 als Typusart der Gattung Kingella den Namen Kingella kingae erhielt, ebenfalls ihren Namen. Aufgrund des frühen Todes von Elizabeth O. King erfolgte die Erstbeschreibung von Moraxella kingii nicht durch sie selbst, sondern 1968 durch Sverre Dick Henriksen und Kjell Bøvre von der Universität Oslo, denen sie 1960 entsprechende Isolate zugeschickt hatte.

## Gedenken
Zur Erinnerung an Elizabeth O. King verleiht die südöstliche Teilvereinigung der American Society for Microbiology (ASM) seit 1970 den Elizabeth O. King Award für signifikante Beiträge im Bereich der medizinischen Mikrobiologie. Die ASM führt darüber hinaus seit 2015 eine Elizabeth O. King Lecture Series durch.

## Werke (Auswahl)
- Studies on a group of previously unclassified bacteria associated with meningitis in infants. In: American Journal of Clinical Pathology. 31(3)/1959. American Society of Clinical Pathologists, S. 241–247, ISSN 0002-9173 (Erstbeschreibung von Flavobacterium meningosepticum)
- Current Trends in Diagnostic Microbiology: The Identification of Unusual Pathogenic Gram Negative Bacteria. Atlanta 1967